# Existencialismo ateo
El existencialismo ateo es un tipo de existencialismo que difiere fuerte y claramente de las obras existencialistas cristianas de Søren Kierkegaard, desarrollándose en el contexto de un punto de vista ateo.
La filosofía de Søren Kierkegaard provee la fundación teórica del existencialismo en el siglo XIX. El existencialismo ateo comienza a ser reconocido tras la publicación, en 1943, de El ser y la nada de Jean-Paul Sartre, quien explícitamente después alude a él en su obra El existencialismo es un humanismo de 1946. Sartre había escrito previamente sobre el espíritu del existencialismo ateo (p.ej.: La náusea (1938) y las historias cortas de su colección de 1939, El muro).
Albert Camus con El mito de Sísifo y Simone de Beauvoir escribieron desde una perspectiva existencialista atea igualmente.

## Principios
Este término hace referencia a la exclusión de cualquier creencia trascendental, metafísica o religiosa desde un pensamiento filosófico existencialista. El existencialismo ateo no puede nunca compartir elementos (p.ej.: la angustia o la rebelión a la luz de la finitud humana y las limitaciones) con el existencialismo religioso ni otros existencialismos metafísicos (p.ej.: con la Fenomenología y los trabajos de Heidegger).[cita requerida]
El existencialismo ateo confronta la ansiedad por la muerte (Terror management theory) sin apelar a la esperanza de ser alguien salvado por Dios (ni otras salvaciones metafísicas como la reencarnación). Para algunos pensadores, el malestar existencial es sobre todo teórico (como lo es con Jean-Paul Sartre), mientras para otros filósofos se ven muy afectados por la angustia existencial (ejemplo de ello es Albert Camus y su discusión de lo absurdo).[cita requerida]
Según Sartre la existencia precede a la esencia, lo que significa que, primeramente existe el ser humano (ej.: aparece en escena) y solo después se define a sí mismo.[cita requerida]
Si el hombre, tal y como el existencialismo lo concibe, es indefinible, es porque al principio no es nada. Solo después será algo, y él mismo habrá hecho lo que será. No existe la naturaleza humana, ya que no hay un dios que la conciba. No solamente el hombre es lo que se concibe a sí mismo ser, sino que también es únicamente lo que quiere ser después de este impulso hacia la existencia.[cita requerida]

## Obras

### Sartre
La novela La náusea es, en varios aspectos, un manifiesto del existencialismo ateo. Sartre trata con un investigador desanimado (Antoine Roquentin) en un pequeño pueblo francés, donde se vuelve consciente del hecho de que la naturaleza, así como cada objeto inanimado es totalmente indiferente hacia él y su atormentada existencia.[cita requerida] Además, se ven externos a cualquier «significado» humano y ningún humano puede ver nada significativo en ellos.[cita requerida]

### Camus
Albert Camus escribe de dualismos: entre la felicidad y la tristeza, la vida y la muerte. En El mito de Sísifo, este dualismo se vuelve paradójico ya que los humanos valoran mucho su existencia cuando al mismo tiempo son conscientes de su mortalidad.[cita requerida] Camus cree que es propio de la naturaleza humana tener la dificultad de reconciliar estas paradojas y sin embargo, cree que la humanidad debe aceptar lo que llama el absurdo.[cita requerida]
Por otra parte, Camus  no es estrictamente un existencialista ateo[cita requerida] ya que la aceptación del absurdo no permite el planteamiento de la existencia o inexistencia de un dios.[cita requerida]

### De Beauvoir
La escritora feminista Simone de Beauvoir se plantea varios temas de orden existencialista. Tales como el machismo histórico y el posicionamiento de la mujer en la sociedad.

## En la antigüedad
Desde un punto de vista histórico, hay elementos de existencialismo ateo ya presentes en la poesía de Lucrecio. Muchos pasajes del De rerum natura evocan problemas y sentimientos típicos de los existencialistas modernos.